# Berkay Dabanlı
Berkay Tolga Dabanlı (* 27. Juni 1990 in Frankfurt am Main) ist ein deutsch-türkischer Fußballspieler.

## Karriere
Berkay Dabanlı ist als Sohn türkischer Eltern in Frankfurt am Main auf die Welt gekommen. Hier begann er in den Jugendmannschaften diverser Ortsvereine mit dem Fußballspielen und wechselte, nachdem Scouts auf ihn aufmerksam geworden waren, zur Jugend von FSV Frankfurt. Im Sommer 2009 wurde er dann in die Reservemannschaft FSV Frankfurt II aufgenommen und machte in seiner ersten Saison 29 Ligaspiele.
Zur Spielzeit 2010/11 wechselte er zu Bayer 04 Leverkusen. Hier spielte er ausschließlich in der Reservemannschaft Bayer 04 Leverkusen II.
Zur Saison 2011/12 verpflichtete ihn der türkische Erstligist Kayserispor. In seinem ersten Jahr absolvierte er gegen Saisonende zwei Ligaspiele und ein Pokalspiel. Nach eineinhalb Spielzeiten für Kayserispor trennte er sich nach gegenseitigem Einvernehmen von diesem Verein.
Ende Januar 2013 unterschrieb Dabanlı beim deutschen Bundesligisten 1. FC Nürnberg einen Vertrag bis zum Saisonende 2012/13, der wenig später bis 2015 verlängert wurde. Bereits am 3. Februar absolvierte er seine erste Bundesligapartie, danach kam er bis zum Saisonende noch mehrere Male zum Einsatz. In der folgenden Saison stand er in den ersten drei Partien auf dem Platz, musste dann aber den erfahreneren Innenverteidigern weichen und saß meist nur noch auf der Ersatzbank.
Nachdem Nürnberg zum Sommer 2014 den Klassenerhalt verfehlt hatte, verließ auch Dabanlı den Klub und wechselte in die Türkei zum Erstligisten Eskişehirspor. Im Sommer 2016 kehrte er zu diesem Verein wieder zurück und erhielt einen Dreijahresvertrag. Hier absolvierte er bis zur Saisonpause drei Ligaspiele und löste in der Wintertransferperiode 2016/17 seinen Vertrag nach gegenseitigem Einvernehmen wieder auf.
Am 31. Januar 2017 wurde sein Wechsel zum Chemnitzer FC bekannt gegeben, wo er bis zum Ende der Saison verblieb. Zur Saison 2017/18 ging Dabanli zum Ligakonkurrenten Rot-Weiß-Erfurt. Allerdings wurde er in der Winterpause suspendiert.
Zum Saisonstart 2018/19 wechselte Dabanli zurück in die Türkei, wo er einen Vertrag beim Erstligisten Boluspor unterschrieb. Im Januar 2019 wechselte er ein weiteres Mal zu Eskişehirspor in die zweite türkische Liga. Nach 18 Einsätzen für Eskişehirspor in der TFF 1. Lig wechselte er im Januar 2020 nach Österreich zum Bundesligisten SCR Altach. In zwei Jahren in Vorarlberg kam er zu insgesamt 49 Einsätzen in der Bundesliga.
Im Januar 2022 wechselte Dabanlı zurück in die Türkei und schloss sich dem Zweitligisten Kocaelispor an.
Bereits im Sommer 2022 wechselte er zum schweizerischen Zweitligisten FC Lausanne-Sport, mit dem er ein Jahr später in die Super League aufstieg.
Im September 2024 wechselte Berkay Dabanlı zum türkischen Süperlig-Absteiger Fatih Karagümrük SK.